# خورشید مه

خورشید ماه مه در پرچم آرژانتین، ۱۸۱۸.

خورشید ماه مه در پرچم اروگوئه، ۱۸۳۰.

خورشید ماه مِه یا خورشید مه (به اسپانیایی: Sol de Mayo‎) نمادی ملی در کشورهای آرژانتین و اروگوئه است و در پرچم‌ها و نشان‌های ملی هر دو کشور جای دارد.

## تاریخ
به نظر برخی مورخان در آمریکای جنوبی، این تصویر متعلق به اینتی، ایزدبانوی خورشید در دین امپراتوری اینکا بوده است. این ایزدبانو یکی از حامیان امپراتوری اینکا مورد پرستش قرار می‌گرفت و مردم اینکا خورشید را واحد سنجش زمان قرار داده بودند. در اسطوره‌شناسی اینتی فرزند ویراکوچا، ایزد تمدن و شهرنشینی، است.
نام امروزین آن و استفاده از عنوان ماه «مه» در آن در اشاره به انقلاب مه است که در هفته‌ای میان ۱۸ تا ۲۵ مه سال ۱۸۱۰ میلادی، علیه امپراتوری اسپانیا و برای استقلال در جنوب آمریکای لاتین شکل گرفت. افسانه‌ای بیان می‌کند که در آغاز این قیام، مبارزان با درآمدن خورشید از پشت ابرها، پیش‌بینی کردند که سرانجام کار خوشایند خواهد بود.

## ویژگی‌ها و خصوصیات

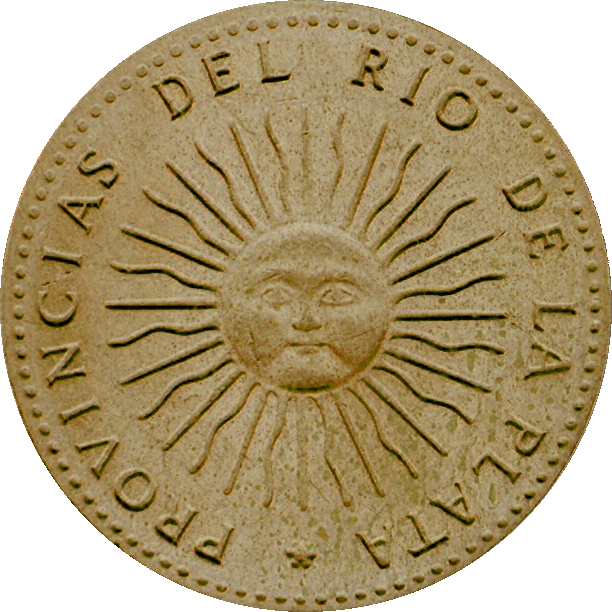
تصویر خورشید مه بر روی نخستین سکهٔ استان‌های متحد ریو د لا پلاتا در سال ۱۸۱۳

خورشید، معروف به خورشید ماه که، بر روی پول ملی آرژانتین، رئال، از سال ۱۸۱۳ میلادی ضرب شد که این عمل به فرمان مجلس مؤسسان آرژانتین انجام شد. نخستین سکه اسکودو (یک اسکودو/دلار اسپانیایی) نام داشت.
فرم و شکل این خورشید مشابه نشان‌هایی بود که در اروپا به نمادهای شکوه و جلال شناخته می‌شدند. آن علائم مشابه نیز دارای پرتوهای نور موجی و متناوب و با صورتی انسانی بودند ولی اغلب شانزده پرتو از آن‌ها ساطع می‌شد.
قانون مصوب سال ۱۹۷۸ میلادی مشخص کرد که در پرچم آرژانتین بایستی خورشید به رنگ زرد طلایی (amarillo oro), با قطر داخلی ۱۰ سانتی‌متر و قطر خارجی ۲۵ سانتی‌متر (قطر خورشید برابر ۵⁄۶ ارتفاع نوار سفید و صورت خورشید ۲⁄۵ ارتفاعش باشد)، و با ۳۲ پرتو (در هر سو ۱۶ اشعهٔ متقارن و موجی شکل) باشد و بر روی پرچم گلدوزی شود.

## جزئیات
در نسخهٔ آرژانتینی، خورشید ماه مه رنگ زرد طلایی دارد و دارای چهره‌ای زنانه و سی و دو اشعه است که متقارن و موجی شکل و نازک‌اند.
در اروگوئه، خورشید ماه مه زرد است با چهرهٔ انسانی و دارای شانزده اشعهٔ مثلثی است که دارای موج‌های متناوبی هستند.